# Чемпионат Испании по футболу 2019/2020
Чемпионат Испании по футболу 2019/20 — 89-й розыгрыш в истории Примеры, основанной в 1929 году. Сезон начался 16 августа 2019 года и завершился 20 июля 2020 года.
В связи с пандемией коронавируса проведение чемпионата было приостановлено 12 марта 2020 года. Турнир был возобновлён 11 июня без зрителей на стадионах.
Чемпионский титул защищала «Барселона». Чемпионом в 34-й раз в истории стал мадридский «Реал».